# Guillaume Bragosse
Guillaume Bragosse ou Guillaume Bragose, né dans le diocèse de Mende (Gévaudan) et mort en 1369 à Rome, était un ecclésiastique français. Il fut évêque de Vabres, puis élevé au rang de cardinal.

## Biographie
Si son lieu précis de naissance est inconnu, il est né dans le diocèse de Mende. Alors qu'il est professeur en droit canon à Toulouse, il occupe également le poste de grand vicaire de cet archevêché. En 1361, il devient évêque de Vabres. Cette même année, le 17 septembre, il est créé cardinal avec le titre de cardinal-diacre de Saint-Georges au voile d'or par le pape Innocent VI.
À partir du 22 septembre 1362, il entre en conclave à la suite de la mort d'Innocent VI survenue le 13 septembre. Six jours plus tard était élu Guillaume de Grimoard, originaire comme Guillaume Bragosse du Gévaudan, qui prit le nom d'Urbain V. Peu de temps après, il est fait cardinal-prêtre au titre de Saint-Laurent. Il occupe à partir de 1361 le poste de substitut du pénitencier, puis en 1367 de grand pénitencier apostolique.
Il fait partie des cardinaux qui accompagnent le pape lors de son retour à Rome à partir de 1367. Son palais est ravagé lors des émeutes de Viterbe, et il ne doit son salut qu'en payant une rançon.
Guillaume Bragosse meurt à Rome en 1369 et est inhumé dans l'église dont il avait la titulature.

## Sources et références
1. 1 2 3  Gabalum christianum, Jean-Baptiste-Étienne Pascal, p. 331
2. ↑  Mélanges de l'école française de Rome, Marc Dykmans, 1971, volume 83, Les palais cardinalices d'Avignon, p. 426, disponible sur (fr) persee.fr